# 1528.
◄ | 15. stoljeće | 16. stoljeće | 17. stoljeće | ►
◄ | 1490-ih | 1500-ih | 1510-ih | 1520-ih | 1530-ih | 1540-ih | 1550-ih | ►
◄◄ | ◄ | 1525. | 1526. | 1527. | 1528. | 1529. | 1530. | 1531. | ► | ►►
Arhitektura • Astronomija • Glazba • Kazalište • Kiparstvo • Knjige • Književnost • Kršćanstvo • Medicina • Politika • Pravo • Promet • Slikarstvo • Znanost

## Događaji
- 12. siječnja – Gustav Vasa okrunjen za kralja Švedske.
- Andrea Doria proglasi novi ustav Genove.
- Osmanlije zauzimaju Jajce i Banju Luku
- Knez Vuk I. Frankapan s bratom Krstom Frankapanom pobjeđuje Osmanlije kraj Udbine i Belaja

## Rođenja
- Paolo Boi, talijanski šahist († 1598.)
- Paolo Veronese, talijanski slikar († 1588.)

## Smrti
- 6. travnja – Albrecht Dürer, njemački slikar (* 1471.)
- 20. kolovoza – Georg von Frundsberg, njemački Landsknecht (* 1473.)
- 31. kolovoza – Matthias Grünewald, njemački slikar (* 1470.)
- Dobrić Dobričević, hrvatski tiskar (* 1454.)
- Hans von Kulmbach, njemački slikar (* oko 1480.)
- Jacopo Palma, talijanski slikar (* oko 1480.)
- Giovanni da Verrazano, talijanski istraživač Sjeverne Amerike (* 1485.)
- Johannes Werner, njemački znanstvenik (* 1468.)

## Vanjske poveznice
|  | Zajednički poslužitelj ima još gradiva o temi 1528. |